# Adiantum hirsutum
Adiantum hirsutum är en kantbräkenväxtart som beskrevs av Jean Baptiste Bory de Saint-Vincent. Adiantum hirsutum ingår i släktet Adiantum och familjen Pteridaceae. Inga underarter finns listade.